# Tatsuo Suzuki
Pour les articles homonymes, voir Tatsuo Suzuki (karatéka) et Suzuki (homonymie).
Tatsuo Suzuki (鈴木達夫, Suzuki Tatsuo), né dans la Préfecture de Shizuoka en 1935, est un directeur de la photographie japonais qui a travaillé avec les principaux réalisateurs indépendants.

## Biographie
Né dans la préfecture de Fukuoka, Suzuki est entré dans l'industrie cinématographique chez Iwanami Productions (Iwanami Eiga), où il a travaillé sur des films documentaires. Devenu indépendant et se lançant dans la fiction et le cinéma d'avant-garde, il a travaillé comme directeur de la photographie sur de nombreux films de l'Art Theatre Guild et de réalisateurs tels que Kazuo Kuroki, Toshio Matsumoto, Noriaki Tsuchimoto, Shūji Terayama, Kazuhiko Hasegawa et Masahiro Shinoda.

## Filmographie partielle
- 1965 : Histoire écrite sur l’eau (水で書かれた物語, Mizu de kakareta monogatari?) de Yoshishige Yoshida
- 1969 : Les Funérailles des roses (薔薇の葬列, Bara no sōretsu?) de Toshio Matsumoto
- 1976 : Le Meurtrier de la jeunesse (青春の殺人者, Seishun no satsujinsha?) de Kazuhiko Hasegawa
- 1979 : L'Homme qui a volé le soleil (太陽を盗んだ男, Taiyō o nusunda otoko?) de Kazuhiko Hasegawa
- 1984 : Adieu l'arche (さらば箱舟, Saraba hakobune?) de Shūji Terayama
- 1988 : Marilyn ni aitai (マリリンに逢いたい, Maririn ni aitai?) de Jun'ichi Suzuki (ja)
- 1988 : Demain - Asu (ＴＯＭＯＲＲＯＷ 明日, Tumorō ashita?) de Kazuo Kuroki
- 1988 : Kizu (疵?) de Shun'ichi Kajima (ja)
- 1990 : Childhood Days (少年時代, Shōnen jidai?) de Masahiro Shinoda
- 1995 : Sharaku (写楽?) de Masahiro Shinoda
- 1997 : Setōchi mūnraito serenāde (瀬戸内ムーンライト・セレナーデ?) de Masahiro Shinoda
- 1999 : Fukurō no shiro (梟の城?) de Masahiro Shinoda
- 2000 : Nagasaki burabura bushi (長崎ぶらぶら節?) de Yukio Fukamachi (ja)
- 2001 : Sennen no koi: Hikaru Genji monogatari (千年の恋 ひかる源氏物語?) de Tonkō Horikawa (ja)
- 2003 : Spy Sorge (スパイ・ゾルゲ, Supai Zorge?) de Masahiro Shinoda

## Distinctions
Sauf indication contraire, les informations mentionnées dans cette section peuvent être confirmées par la base de données cinématographiques IMDb,  présente dans la section « Liens externes ».

### Récompenses
- Japan Academy Prize :
  - 1996 : prix de la meilleure photographie pour Sharaku[1]
  - 2021 : prix spécial pour l'ensemble de sa carrière[2]
- Prix du film Mainichi :
  - 1996 :  prix de la meilleure photographie pour Sharaku[3]

### Sélections
- Japan Academy Prize :
  - 1980 : prix de la meilleure photographie pour L'Homme qui a volé le soleil[4]
  - 1989 : prix de la meilleure photographie pour Kizu, Demain - Asu et Marilyn ni aitai[5]
  - 1991 : prix de la meilleure photographie pour Childhood Days[6]
  - 2000 : prix de la meilleure photographie pour Fukurō no shiro[7]
  - 2001 : prix de la meilleure photographie pour Nagasaki burabura bushi[8]
  - 2002 : prix de la meilleure photographie pour Sennen no koi: Hikaru Genji monogatari[9]
  - 2004 : prix de la meilleure photographie pour Spy Sorge[10]